# Carl Johan Fahlcrantz
Carl Johan Fahlcrantz (Stora Tuna, 1774 – Stoccolma, 1861) è stato un pittore svedese.

## Biografia
Fu tra i più importanti pittori romantici svedesi e raffigurò nelle sue opere non solo figure mitologiche, ma anche paesaggi della campagna svedese. Le sue opere sono custodite a Göteborg.
Era figlio di Johan Fahlcrantz e di Gustafva De Brenner. Suo padre was a vicario nella parrocchia di Kungsåra.  I suoi fratelli erano lo scultore Axel Magnus Fahlcrantz (1780–1854) e il teologo Christian Eric Fahlcrantz (1780–1866). Il suo bisnonno Elias Brenner (1647–1717) era un artista e disegnatore. La sua bisnonna Sophia Elisabet Brenner (1659–1730) era una scrittrice e poetessa.
Nel1791, si trasferì a Stoccolma dove fu apprendista del pittore Johan Gottlob Brusell presso il Royal Dramatic Theatre. Un anno dopo, divenne allievo di Emanuel Limnell e visse presso la sua famiglia intorno al 1800.
Nel 1802 divenne candidato alla Reale Accademia delle Belle Arti, dove fu ammesso come membro l'anno seguente.